# Рачина
Рончина (пол. Rączyna) — село в Польщі, у гміні Каньчуга Переворського повіту Підкарпатського воєводства.
Населення — 922 особи (2011).

## Розташування
Село розташоване на відстані 10 кілометрів на південь від центру гміни міста Каньчуга, 18 кілометрів на південь від центру повіту міста Переворськ і 35 кілометрів на схід від центру воєводства — міста Ряшіва, на лівому березі річки Сян.

## Історія
За податковим реєстром 1515 р. в селі були 8 ланів (коло 200 га) оброблюваної землі та 6 необроблюваної, корчма.
За податковим реєстром 1589 р. село належало Станіславу Дершняку, в селі були 7 ланів (коло 175 га) оброблюваної землі, млин, корчма, 9 загородників із землею, 4 коморники з тягловою худобою і 10 без неї, 7 ремісників. До 1772 року Рачина входила до складу Перемишльської землі Руського воєводства Королівства Польського.
Відповідно до «Географічного словника Королівства Польського» в 1883 р. Рачина знаходилась у Ярославському повіті Королівства Галичини і Володимирії, були 163 будинки і 891 мешканець, а на землях фільварку 9 будинків і 93 мешканці, загалом 788 римо-католиків, 161 греко-католик і 35 євреїв. На той час унаслідок півтисячоліття латинізації та полонізації українці лівобережного Надсяння опинилися в меншості.
У 1937 р. в селі проживало 4 українці-грекокатолики парафії Розбір Округлий Порохницького деканату Перемишльської єпархії. Село входило до ґміни Прухник Ярославського повіту Львівського воєводства.
У 1975-1998 роках село належало до Перемишльського воєводства.

## Демографія
Демографічна структура станом на 31 березня 2011 року:
|          | Загалом | Допрацездатний вік | Працездатний вік | Постпрацездатний вік |
| -------- | ------- | ------------------ | ---------------- | -------------------- |
| Чоловіки | 447     | 78                 | 306              | 63                   |
| Жінки    | 475     | 88                 | 256              | 131                  |
| Разом    | 922     | 166                | 562              | 194                  |